# Фэй, Джулия
Джулия Фэй (англ. Julia Faye, урождённая Джулия Фэй Мэлони, 24 сентября 1892 — 6 апреля 1966) — американская актриса.
На киноэкранах дебютировала в 1915 году, а в 1917 году после картины «Женщина, которую забыл Бог» начала регулярно сниматься у Сесила Б. Демилля, работа с которым принесла ей успех и популярность. В общей сложности она появилась в 30 его картинах, став к середине 1920-х годов одной из ведущих актриса Голливуда. Наиболее популярными стали её роли в немых картинах «Десять заповедей» (1923), «Царь царей» (1927) и «Чикаго» (1927). В 1929 году она перешла в звуковой кино с появлением в фильме «Динамит» (1929), «Безбожница» (1929). В 1956 году она исполнила роль Элишевы, жены Аарона, в ремейке Сесила Б. Демиля «Десять заповедей».
Последний раз на киноэкранах она появилась в 1958 году в приключенческом фильме «Флибустьер». Актриса скончалась от рака в своём доме в пригороде Лос-Анджелеса в возрасте 73 лет. Её прах покоится на кладбище «Hollywood Forever» в Голливуде.